# Rhynchothorax tiahurensis
Rhynchothorax tiahurensis is een zeespin uit de familie Rhynchothoracidae. De soort behoort tot het geslacht Rhynchothorax. Rhynchothorax tiahurensis werd in 1989 voor het eerst wetenschappelijk beschreven door Muller. 